# Willie Cauley-Stein
Willie Trill Cauley-Stein (* 18. August 1993 in Spearville, Kansas als Willie Durmond Cauley Jr.) ist ein US-amerikanischer Basketballspieler. Er spielt auf der Position des Centers.

## Karriere

### High School und College
Cauley-Stein war als Schüler ein talentierter American-Football-Spieler an der Olathe Northwest High School im US-Bundesstaat Kansas, ehe er sich auf den Basketballsport konzentrierte. Er spielte drei Jahre für die College-Mannschaft der Kentucky Wildcats, wo er vor allem aufgrund seiner starken Verteidigung und Athletik auf sich aufmerksam machte. 2014 erreichte er mit den Wildcats das nationale Meisterschaftsfinale, wo man jedoch der University of Louisville unterlag. In der Spielzeit 2014/15 erzielte Cauley-Stein die besten statistischen Werte seiner Collegezeit, als er im Schnitt 8,9 Punkte sowie 6,4 Rebounds pro Einsatz verbuchte. 2,9 Blocks je Spiel wurden in der Saison 2013/14 für ihn notiert, dies war in dieser Kategorie der Höchstwert seiner drei Jahre an der University of Kentucky.

### NBA
Bei der NBA-Draft 2015 wurde er an sechster Stelle von den Sacramento Kings ausgewählt. Cauley-Stein spielte eine überzeugende Debütsaison und kam auf 7,0 Punkte, 5,3 Rebounds und 1,0 Block pro Spiel, womit er in das NBA All-Rookie Second Team berufen wurde. Er bestritt in vier Jahren 295 Spiele für die Kalifornier, seine besten Punktwerte erreichte er in der Saison 2017/18 mit einem Durchschnitt von 12,8 je Begegnung. Im Sommer 2019 verließ er Sacramento und wechselte innerhalb Kaliforniens zu den Golden State Warriors.
Ende Januar 2020 wurde er von den Dallas Mavericks unter Vertrag genommen. Mit zehn Siegen und 36 Niederlagen hatte er mit Golden State im vorherigen Verlauf der Saison 2019/20 bis zu seinem Wechsel nach Texas die schlechteste Bilanz aller Mannschaften in der NBA verzeichnet. Cauley-Stein hatte in 41 Spielen für Golden State im Durchschnitt 7,9 Punkte sowie 6,2 Rebounds erzielt. Im Februar 2022 wurde er von den Philadelphia 76ers verpflichtet und mit einem Vertrag über zehn Tage ausgestattet. Er bestritt zwei Spiele für Philadelphia.
In der Saison 2022/23 spielte Cauley-Stein erst für die Rio Grande Valley Vipers in der NBA G-League, Ende Februar 2023 holten ihn die Houston Rockets, bei denen er kurz in der Saisonvorbereitung im Herbst 2022 geweilt hatte.

### Serie A
Im Sommer 2023 wechselte er zu Pallacanestro Varese nach Italien. Der Vertrag wurde Ende Dezember 2023 aufgelöst. In der Serie A hatte Cauley-Stein bis dahin elf Spiele bestritten und im Durchschnitt 9,7 Punkte je Begegnung erzielt.

### CBA
Im Herbst 2024 spielte er kurz für die Nanjing Tongxi Monkey Kings in der Volksrepublik China. In zwei Einsätzen in der CBA kam Cauley-Stein auf durchschnittlich 3 Punkte sowie 1,5 Rebounds je Begegnung.